# Snavelvissen
Snavelvissen (Gibberichthyidae) zijn een familie van straalvinnige vissen uit de orde van Doornvissen (Stephanoberyciformes).

## Geslacht
- Gibberichthys Parr, 1933